# SN 1993ag
SN 1993ag – supernowa typu Ia odkryta 25 listopada 1993 roku w galaktyce A100335-3527. Jej maksymalna jasność wynosiła 18,30m.